# دارة قمط

يزيح الجهد الموجب غير المتحيز شكل موجة الدخل عموديًا بحيث تكون جميع أجزائها أكبر من 0 فولت تقريبًا. لاحظ أن الترجح السالب للخرج لن ينخفض إلى أقل من 0.6 فولت، بافتراض وجود ثنائي المسرى من السيليكون pn.

دارة قَمْط أو دارة إزاحة مركبة مستمرة أو الملقاط[بحاجة لمصدر] (بالإنجليزية: clamper, clamping circuit)‏ هي دارة إلكترونية تعمل على إصلاح انحرافات الذروة الموجبة أو السلبية للإشارة إلى قيمة محددة عن طريق تغيير قيمة التيار المستمر. لا تقيد دارة القمط رحلة الإشارة من الذروة إلى الذروة، فهي تحرك الإشارة بأكملها لأعلى أو لأسفل لوضع القمم عند المستوى المرجعي. يتكون دارة قمط ذات ثنائي المسرى (نوع بسيط وشائع) من ثنائي المسرى، الذي يُوَصِّل التيار الكهربائي في اتجاه واحد فقط ويمنع تجاوز الإشارة للقيمة المرجعية؛ ومكثف يوفر تعويضًا للتيار المستمر عن الشحنة المخزنة. يشكل المكثف ثابتًا زمنيًا بحمل المقاوم، والذي يحدد نطاق الترددات التي تكون فيها دارة القمط فعالةً.